# سید محمدحسن مرعشی
سید محمدحسن مرعشی شوشتری (زادهٔ ۱۳۱۶ در شوشتر — درگذشتهٔ ۲۸ مرداد ۱۳۸۷) از متخصصین زمینه فقه و حقوق و اصول فقه بود. وی شاخه‌های علوم اسلامی را در سطوح مختلف از محضر کسانی چون محمد حسن آل‌طیب، سید محمدتقی حکیم،  محمدتقی شوشتری و سید محمد جزایری فرا گرفت.
مرعشی در پی بیماری کلیوی در صبح روز دوشنبه ۱۶ شعبان ۱۴۲۹ق/۲۸ مرداد ۱۳۸۷ ش در سن ۷۳ سالگی در تهران به ملکوت اعلی پیوست. پیکرش صبح سه شنبه در تهران و صبح روز چهارشنبه در شوشتر تشییع و در بقعه صاحب الزمان به خاک سپرده شد.

## فعالیت‌ها
او از متخصصین زمینه فقه و حقوق و اصول فقه بود که برای دانشجویان تحصیلات تکمیلی نظریات و دیدگاه‌های خود را در مدرسه عالی شهید مطهری و دانشگاه‌های تهران ارائه می‌کرد.
مرعشی همچنین در انتخابات مجلس خبرگان شرکت کرد و به عضویت در مجلس خبرگان درآمد. مرعشی معاون رئیس قوهٔ قضائیه نیز بود.

مرعشی در سال ۱۳۶۱ ش وارد تشکیلات قضایی اهواز شد و ابتدا سمت حاکم شرع داشت و بعداً ریاست دادگاه را بر عهده گرفت. در سال ۱۳۶۳ ش به دیوان عالی کشور-تهران ملحق شد و ابتدا در شعبه ۱۹ دیوان عالی خدمت کرد، سپس در شعبه ۲۰ و سرانجام به عضویت شورای عالی قضایی منصوب شد و یکی از پایه‌گذاران اصلی دستگاه قضایی به‌شمار آمد.

## آثار
1. شرح کتاب الفیه بن مالک به زبان عربی در زمینه ادبیات عرب
2. شرح بر تلخیص مختصر المعانی به زبان عربی در زمینه ادبیات عرب
3. شرح بدایة الحکمه به زبان عربی در زمینه فلسفه
4. شرح نهایة الحکمه به زبان عربی در زمینه فلسفه
5. شرحی بر تهذیب المنطق تفتازانی به زبان فارسی در زمینه منطق
6. حاشیه بر رسائل شیخ مرتضی انصاری به زبان عربی در زمینه اصول فقه
7. حاشیه بر کفایة الاصول آخوند خراسانی به زبان عربی در زمینه اصول فقه
8. شرح بر تحفة القوامیه که فقه منظوم است
9. شرح بر تحفة الحکیم شیخ محمد حسین کمپانی در حکمت متعالیه
10. تعلیقه بر تمهید القواعد ابن ترکه
11. حاشیه التلخیص فی الاصول
12. شرحی بر حلقه سوم اصول فقه محمدباقر صدر
13. نگارش یک دوره درس خارج اصول
14. شرح بر تعلیقات ابن سینا در فلسفه
15. شرحی بر قانون مجازات اسلامی
16. شرحی بر ارشاد الاذهان علامه حلی (سبیل الرشاد الی شرح الارشاد)
17. ترجمه کتاب فلسفتنا محمدباقر صدر
18. دیدگاه‌های نو در حقوق کیفری اسلام در دو مجلد به زبان فارسی[۶][۷][۸]